# Sèrie 81 de SFM
La sèrie 81 de SFM, també coneguda com a sèrie 8100, és una sèrie de tretze automotors elèctrics fabricats per Construcciones y Auxiliar de Ferrocarriles (CAF) entre els anys 2008 i 2012 per als Serveis Ferroviaris de Mallorca (SFM).
La sèrie 81 es va desenvolupar amb la intenció de ser una substituta dels automotors dièsel de la sèrie 61 de SFM en el tram ferri entre les estacions de Palma i Enllaç, a Inca, on s'estaven duguent a terme els treballs d'electrificació de la línia. La sèrie entrà en servei el gener de 2012, tot i que en desembre de 2011 ja es feren proves amb passatgers. Aleshores fou la tercera sèrie elèctrica després del Ferrocarril de Sóller, de l'any 1929 i la sèrie 71 de SFM, de l'any 2007 i destinada a la línia M1 del Metro de Palma. A data de l'any 2023, la sèrie 81 presta servei a la totalitat de les línies T1, T2 i T3 en haver estat retirades les darreres unitats de la sèrie 61 l'any 2019. Alhora, la sèrie 81 també prestà servei a la línia M2 del Metro de Palma des de la seva inauguració el 13 de març de 2013 fins al juny del mateix any.

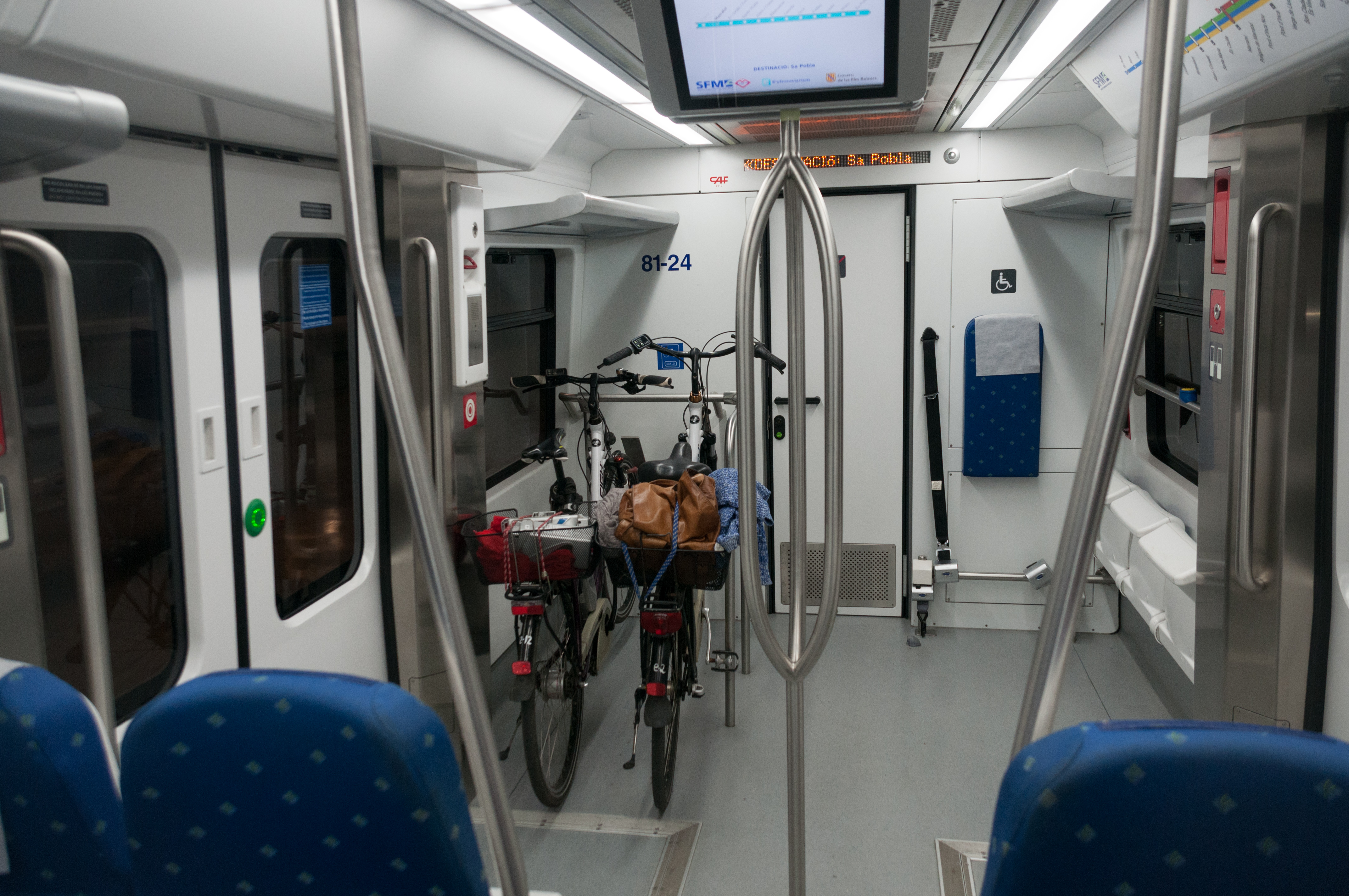
Zona per a minusvàlids i bicicletes

Els trens tenen un motor en cadascú dels extrems i les seues mides són de 17,38 metres de llargària per 3'20 d'alçària i 2'10 d'amplària. L'aforament màxim de cada unitat és de 386 passatgers: 268 dempeus i 118 asseguts. El tren pot arribar a una velocitat màxima de 100 quilòmetres per hora, amb una acceleració màxima de 1'1 m/s² i una desacceleració màxima de 2 m/s². La sèrie 81 són unitats modulars, és a dir, que tots els vagons es troben connectats formant-ne així un únic cos. El disseny de les unitats fou concebut per a facilitar l'accessibilitat total a les persones amb mobilitat reduïda, disposant de seients preferents a tots els cotxes, rampes d'accés amb accionament pneumàtic per a persones amb cadira de rodes i una zona reservada amb fixatges i cinturó de seguretat. També inclou espai per al transport de bicicletes, senyal acústic de tancament de portes i una bona il·luminació interior. Té, a més, monitors de televisió en cada vagó, indicadors de destinació i àudio amb anunci automàtic d'estacions. La sèrie 81 és respectuosa amb el medi ambient amb un nivell d'emissions acústiques baix, tracció elèctrica, sistema de frenat reostàtic i un dispositiu regenerador de recuperació d'energia.